# Diócesis de Parma
La diócesis de Parma (en latín: Dioecesis Parmensis y en italiano: Diocesi di Parma) es una circunscripción eclesiástica de la Iglesia católica en Italia. Se trata de una diócesis latina, sufragánea de la arquidiócesis de Módena-Nonántola. Desde el 19 de enero de 2008 su obispo es Enrico Solmi. Desde el 14 de agosto de 1892 los obispos llevan el título de abades de Fontevivo (en latín: Sancti Bernardi Fontis Vivi).

## Territorio y organización

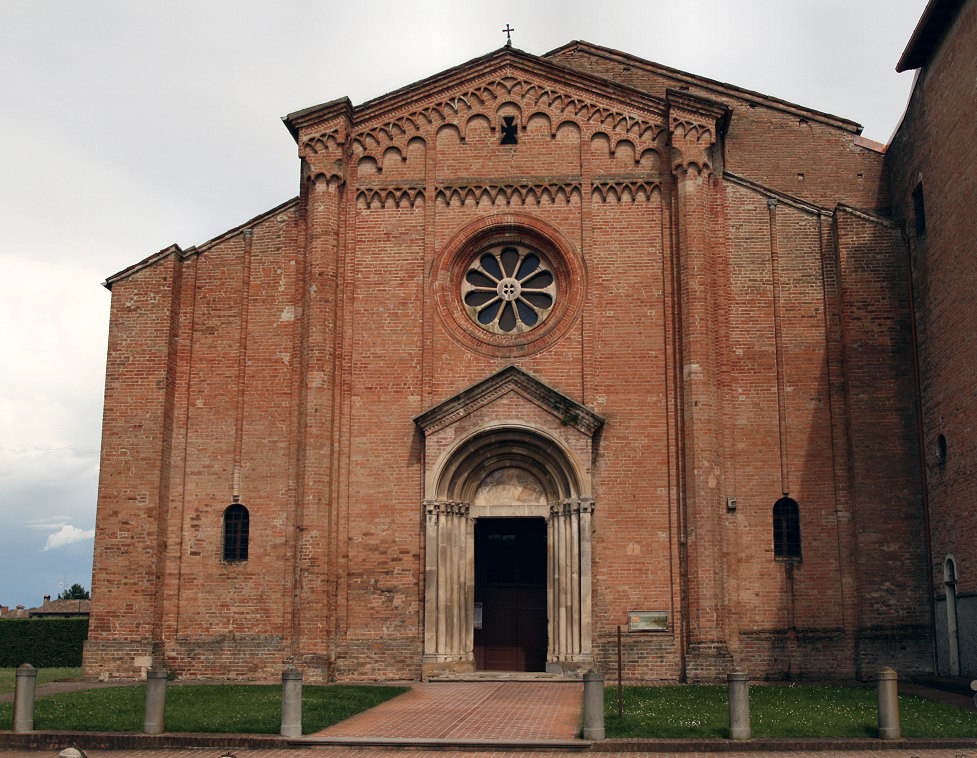
Iglesia de San Bernardo de la abadía de Fontevivo

La diócesis tiene 2154 km² y extiende su jurisdicción sobre los fieles católicos de rito latino residentes en parte de la región de Emilia-Romaña, comprendiendo en la provincia de Parma las comunas de: Berceto, Calestano, Collecchio, Colorno, Corniglio, Felino, Fontanellato, Fontevivo, Fornovo di Taro, Langhirano, Lesignano de' Bagni, Medesano, Monchio delle Corti, Montechiarugolo, Neviano degli Arduini, Noceto (en parte), Palanzano, Parma, Roccabianca (en parte), Sala Baganza, San Secondo Parmense, Sissa Trecasali, Solignano, Soragna, Sorbolo Mezzani, Terenzo, Tizzano Val Parma, Torrile, Traversetolo y Varano de' Melegari.

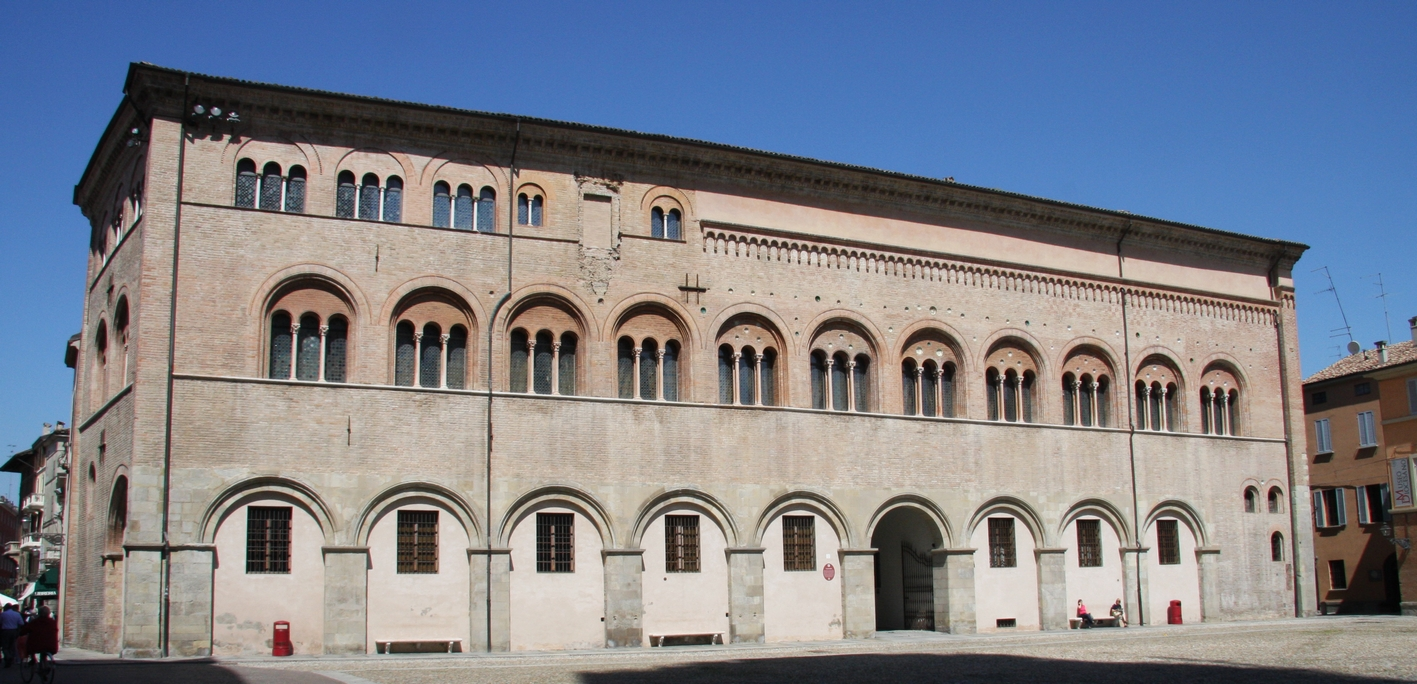
Palacio episcopal de Parma

Limita al sur con la diócesis de Massa Carrara-Pontremoli, al oeste con las diócesis de Placencia-Bobbio y Fidenza, al norte con la diócesis de Cremona y al este con la de diócesis de Reggio Emilia-Guastalla.
La sede de la diócesis se encuentra en la ciudad de Parma, en donde se halla la Catedral basílica de la Asunción de María Virgen.
En 2021 en la diócesis existían 308 parroquias. Por decreto del obispo Enrico Solmi del 4 de diciembre de 2012, las parroquias, cuyo número canónicamente permanece inalterado, se agruparon en 56 unidades pastorales denominadas Nuove Parrocchie.

## Historia
Los orígenes de la diócesis de Parma son inciertos. El primer obispo conocido es Urbano, mencionado en la segunda mitad del siglo IV; era un obispo arriano que, aunque depuesto en 372, todavía ocupaba la sede en 378 y tuvo que ser expulsado por la fuerza por la autoridad imperial. Posteriormente, no se conocen otros obispos hasta el siglo VII: después de Esuperanzio, cuya atribución a Parma es incierta, se conoce al obispo Grazioso, que participó en el sínodo romano convocado en 680 por el papa Agatón.
Originalmente sufragánea de la arquidiócesis de Milán, hacia mediados del siglo V pasó a formar parte de la provincia eclesiástica de la arquidiócesis de Ravena. En el siglo VII Parma incorporó el territorio de la suprimida diócesis de Brescello. Por decisión del obispo Guibodo, desde 877 el obispo fue asistido y sostenido en la gestión del poder espiritual y temporal por el cabildo de la catedral de Parma, institución fundada por el propio Guibodo el 29 de diciembre del mismo año.
En el siglo X el obispo Oberto y su sucesor Sigefredo II obtuvieron la investidura de la abadía de Nonántola.
El 10 de agosto de 1058 un grave incendio azotó Parma y destruyó la antigua catedral: por orden del obispo Cadalo se construyó otra extramuros, en el lugar de una antigua basílica paleocristiana. Probablemente terminada ya en 1074, fue consagrada por el papa Pascual II entre el 31 de octubre y el 4 de noviembre de 1106. El 3 de enero de 1117 la catedral fue sacudida por un terremoto.
El propio Cadalo, en las controversias que rodearon la elección del papa Alejandro II, se hizo elegir antipapa con el nombre de Honorio II en 1061; nunca abandonó Parma y hasta su muerte ostentó el título de episcopus parmensis et electus Apostolicus.
En la segunda mitad del siglo XIII la secta herética de los apostólicos se extendió a Parma y fue condenada por el Concilio de Lyon II en 1274. En 1290 fue encarcelado el heresiarca Gherardo Segarelli; escapó, fue encarcelado nuevamente en 1294; huyó de nuevo y fue capturado en 1300 y quemado en la hoguera el 18 de mayo del mismo año.
En 1582 la diócesis se convirtió en sufragánea de la arquidiócesis de Bolonia. El 26 de mayo de 1806 pasó a formar parte de la provincia eclesiástica de la arquidiócesis de Génova mediante la bula Expositum cum Nobis. El 30 de marzo de 1818 quedó inmediatamente sujeta a la Santa Sede mediante la bula Sollicitudo omnium ecclesiarum.
El 16 de febrero de 1820, mediante la bula Paternae charitatis studium del papa Pío VII, cedió la parroquia de San Nicola di Torricella del Pizzo y partes de la parroquia de San Donnino en la misma localidad a la diócesis de Cremona. El 10 de diciembre de 1821, mediante el breve Sacrorum canonum del papa Pío VII, se revisaron las fronteras entre las diócesis de Parma y Reggio Emilia: Parma adquirió 10 parroquias de Reggio, cediendo 21 a la misma, casi todas al este del río Enza.
El 28 de julio de 1826 la duquesa de Parma María Luigia concedió a los obispos de Parma el título de gran prior de la Orden Constantiniana de San Jorge. El papa León XIII concedió el título de abad de Fontevivo a los obispos de Parma el 14 de agosto de 1892.
El 18 de septiembre de 1828 cedió una porción de su territorio para la erección de la diócesis de Guastalla mediante la bula De commisso nobis del papa León XII.
En 1853 se redefinieron las fronteras entre Parma y Reggio Emilia, tras los acuerdos alcanzados en el Tratado de Florencia de 1844: Parma cedió otras 19 parroquias a la diócesis de Reggio Emilia, adquiriendo 2 de la misma. Con estas disposiciones pasó a formar parte el río Enza la frontera natural entre las dos diócesis.
En 1919 se fundó el semanario diocesano Vita Nuova.
El 24 de abril de 1948 por decreto de la Congregación Consistorial la parroquia de Castione Marchesi, fracción de la comuna de Fidenza, pasó a la diócesis de Fidenza, mientras que la diócesis de Parma adquirió la parroquia de Castellina, en la comuna de Soragna, que ya pertenecía a la diócesis de Fidenza.
El 8 de diciembre de 1976 la diócesis pasó a formar parte de la provincia eclesiástica de Módena (hoy Módena-Nonántola) mediante el decreto Ad maius Christifidelium.
En 2003, mediante el decreto de la Congregación para los Obispos del 14 de enero, se sancionó una nueva modificación territorial, con la que la diócesis de Parma cedió 4 parroquias a la de Fidenza y 2 a la de Placencia-Bobbio, adquiriendo al mismo tiempo 4 parroquias, 2 de Fidenza y 2 de Placencia-Bobbio.
El 23 de octubre de 2011 el papa Benedicto XVI canonizó al obispo Guido María Conforti, fundador de la congregación misionera javeriana, que había nacido en la fracción de Ravadese de la comuna de Parma.

## Estadísticas
Según el Anuario Pontificio 2022 la diócesis tenía a fines de 2021 un total de 298 099 fieles bautizados.
| Año                                                                             | Población            | Población | Población      | Sacerdotes | Sacerdotes    | Sacerdotes    | Bautizados por sacerdote | Diáconos permanentes | Religiosos | Religiosos | Parroquias |
| Año                                                                             | Bautizados católicos | Total     | % de católicos | Total      | Clero secular | Clero regular | Bautizados por sacerdote | Diáconos permanentes | Varones    | Mujeres    | Parroquias |
| ------------------------------------------------------------------------------- | -------------------- | --------- | -------------- | ---------- | ------------- | ------------- | ------------------------ | -------------------- | ---------- | ---------- | ---------- |
| 1950                                                                            | 299 000              | 300 000   | 99.7           | 481        | 356           | 125           | 621                      |                      | 225        | 720        | 310        |
| 1970                                                                            | ?                    | 308 798   | ?              | 492        | 331           | 161           | ?                        |                      | 210        | 947        | 320        |
| 1980                                                                            | 322 500              | 327 786   | 98.4           | 411        | 271           | 140           | 784                      |                      | 369        | 804        | 325        |
| 1990                                                                            | 307 800              | 314 104   | 98.0           | 381        | 240           | 141           | 807                      | 3                    | 211        | 744        | 311        |
| 1999                                                                            | 304 010              | 314 325   | 96.7           | 313        | 201           | 112           | 971                      | 3                    | 189        | 627        | 311        |
| 2000                                                                            | 304 010              | 314 325   | 96.7           | 291        | 196           | 95            | 1044                     | 3                    | 168        | 605        | 311        |
| 2001                                                                            | 304 030              | 314 340   | 96.7           | 306        | 187           | 119           | 993                      | 10                   | 191        | 574        | 311        |
| 2002                                                                            | 308 103              | 320 496   | 96.1           | 305        | 181           | 124           | 1010                     | 10                   | 180        | 540        | 311        |
| 2003                                                                            | 308 463              | 320 882   | 96.1           | 298        | 177           | 121           | 1035                     | 10                   | 182        | 525        | 311        |
| 2004                                                                            | 308 247              | 320 662   | 96.1           | 295        | 176           | 119           | 1044                     | 10                   | 176        | 507        | 309        |
| 2013                                                                            | 321 000              | 345 171   | 93.0           | 267        | 155           | 112           | 1202                     | 24                   | 176        | 463        | 309        |
| 2016                                                                            | 278 429              | 339 547   | 82.0           | 255        | 151           | 104           | 1091                     | 24                   | 156        | 430        | 308        |
| 2019                                                                            | 271 628              | 335 343   | 81.0           | 247        | 134           | 113           | 1099                     | 32                   | 148        | 389        | 308        |
| 2021                                                                            | 298 099              | 377 341   | 79.0           | 222        | 128           | 94            | 1342                     | 31                   | 138        | 392        | 308        |
| Fuente: Catholic-Hierarchy, que a su vez toma los datos del Anuario Pontificio. |                      |           |                |            |               |               |                          |                      |            |            |            |

## Episcopologio
- Urbano † (antes de 359?-372 depuesto)
- Esuperanzio? † (mencionado en 603)
- Grazioso † (mencionado en 680)
- Aicardo † (mencionado en 731)
- Alboino † (mencionado en 744)
- Gerolamo † (mencionado en 775 circa)
- Pietro † (mencionado en 781)
- Lamberto † (antes de 827-después de 835)
- Guibodo (o Wibodo) † (antes de 857-28 de junio o 25 de noviembre de 895 falleció)
- Elbungo † (895-después de 915)
- Aicardo † (antes de 920-después de febrero de 927)
- Sigefredo I † (antes de mayo de 929-después de 944)
- Aldeodato I † (antes de 947-después de 953)
- Oberto † (antes de 961-diciembre de 980 falleció)
- Sigefredo II † (980-después de 1006)
- Maiolo † (mencionado en 1013/1014 circa)
- Enrico † (1015-después de febrero de 1026)
- Ugo † (antes de abril de 1027-después de abril de 1040)
- Cadalo † (antes de abril de 1046-después de abril de 1071)
- Everardo † (1073-después de mayo de 1085 falleció)
- Wido o Guido †  (1085 o 1087-1104?)
- San Bernardo degli Uberti, O.S.B.Vall. † (1106-4 de diciembre de 1133 falleció)
- Alberto † (1133-1135)
- Lanfranco † (1139-circa 1162 falleció)
  - Aicardo da Cornazzano † (antes de agosto de 1163-1167 o 1170 depuesto) (cismático)
- Bernardo II † (antes de septiembre de 1172-1194 falleció)
- Obizzo Fieschi † (23 de diciembre de 1194-22 de mayo de 1224 falleció)
- Grazia † (antes del 3 de septiembre de 1224-26 de septiembre de 1236 falleció)
- Gregorio? † (mencionado en 1236)
- Martino da Colorno † (1237-1242 falleció)
- Bernardo Vizio de' Scotti † (1242-7 de julio o 15 de octubre de 1243 depuesto)
- Alberto Sanvitale † (1243-16 de mayo de 1257 falleció)
- Obizzo Sanvitale † (1257-23 de julio de 1295 nombrado arzobispo de Ravena)
- Giovanni da Castell'Arquato, O.Cist. † (19 de septiembre de 1295-25 de febrero de 1299 falleció)
- Goffredo da Vezzano † (1 de abril de 1299-marzo de 1300 falleció)
- Papiniano della Rovere † (3 de junio de 1300-14 de agosto de 1316 falleció)
- Simone Saltarelli, O.P. † (15 de enero de 1317-6 de junio de 1323 nombrado arzobispo de Pisa)
- Ugolino de' Rossi † (6 de junio de 1323-28 de abril de 1377 falleció)
- Beltrando da Borsano † (circa abril de 1378-circa 1380)
- Giovanni Rusconi † (22 de mayo de 1380-septiembre de 1412 falleció)
- Bernardo Zambernelli, O.F.M.Conv. † (1412-11 de julio de 1425 falleció)
- Delfino della Pergola † (24 de agosto de 1425-24 de septiembre de 1463 nombrado obispo de Módena)
- Giacomo Antonio della Torre † (24 de septiembre de 1463-15 de enero de 1476 nombrado obispo de Cremona)
- Sagramoro Sagramori † (15 de enero de 1476-25 de agosto de 1482 falleció)
- Gian Giacomo Schiaffinato † (1 de septiembre de 1482-9 de diciembre de 1497 falleció)
- Stefano Taverna † (20 de diciembre de 1497-enero de 1499 falleció)
- Giovanni Antonio Sangiorgio † (6 de septiembre de 1499-14 de marzo de 1509 falleció)
- Alessandro Farnese † (28 de marzo de 1509-13 de octubre de 1534 electo papa con el nombre de Paulo III)
  - Alessandro Farnese il Giovane † (1 de noviembre de 1534-13 de agosto de 1535 nombrado administrador apostólico de Aviñón) (administrador apostólico)
- Guido Ascanio Sforza di Santa Fiora † (13 de agosto de 1535-26 de abril de 1560 renunció)
- Alessandro Sforza di Santa Fiora † (26 de abril de 1560-30 de marzo de 1573 renunció)
- Ferdinando Farnese † (30 de marzo de 1573-27 de agosto de 1606 falleció)
- Papirio Picedi † (30 de agosto de 1606-4 de marzo de 1614 falleció)
- Alessandro Rossi † (9 de julio de 1614-24 de marzo de 1615 falleció)
- Pompeo Cornazzano, O.Cist. † (2 de diciembre de 1615-5 de julio de 1647 falleció)
  - Sede vacante (1647-1650)
- Gerolamo Corio † (2 de mayo de 1650-26 de julio de 1651 falleció)
- Carlo Nembrini † (1 de julio de 1652-16 de agosto de 1677 falleció)
  - Sede vacante (1677-1681)
- Tommaso Saladino † (23 de junio de 1681-21 de agosto de 1694 falleció)
- Giuseppe Olgiati † (8 de noviembre de 1694-26 de enero de 1711 nombrado obispo de Como)
- Camillo Marazzani † (11 de mayo de 1711-12 de agosto de 1760 falleció)
- Francesco Pettorelli Lalatta † (15 de diciembre de 1760-6 de mayo de 1788 falleció)
- Adeodato Turchi, O.F.M.Cap. † (15 de septiembre de 1788-2 de septiembre de 1803 falleció)
- Carlo Francesco Maria Caselli, O.S.M. † (28 de mayo de 1804-20 de abril de 1828 falleció)
- Remigio Crescini, O.S.B. † (23 de junio de 1828-20 de julio de 1830 falleció)
- Vitale Loschi † (28 de febrero de 1831-31 de diciembre de 1842 falleció)
- Giovanni Tommaso Neuschel, O.P. † (27 de enero de 1843-11 de septiembre de 1852 renunció[nota 2])
- Felice Cantimorri, O.F.M.Cap. † (23 de junio de 1854-28 de julio de 1870 falleció)
- Domenico Maria Villa † (28 de febrero de 1872-22 de julio de 1882 falleció)
- Giovanni Andrea Miotti † (25 de septiembre de 1882-28 de marzo de 1893 falleció)
- Francesco Magani † (12 de junio de 1893-12 de diciembre de 1907 falleció)
- San Guido Maria Conforti † (12 de diciembre de 1907 por sucesión-5 de noviembre de 1931 falleció)
- Evasio Colli † (7 de mayo de 1932-14 de marzo de 1971 falleció)
- Amilcare Pasini † (5 de agosto de 1971-30 de noviembre de 1981 renunció)
- Benito Cocchi † (22 de mayo de 1982-12 de abril de 1996 nombrado arzobispo-abad de Módena-Nonántola)
- Silvio Cesare Bonicelli † (13 de diciembre de 1996-19 de enero de 2008 retirado)
- Enrico Solmi, desde el 19 de enero de 2008